# Kirsten Bobzin
Kirsten Bobzin (* 1967 in Jülich) ist eine deutsche Maschinenbauingenieurin und Universitätsprofessorin am Lehrstuhl und Institut für Oberflächentechnik im Maschinenwesen an der RWTH Aachen. 

## Biografie
In der elterlichen Siebdruckerei arbeitete sie früh mit und entdeckte ihr Interesse an Maschinen. Von 1986 bis 1989 studierte sie Maschinenwesen an der Technischen Universität München. Im Anschluss absolvierte sie das Hauptstudium an der Rheinisch-Westfälischen Technischen Hochschule Aachen und machte 1994 ihren Abschluss im Studiengang Maschinenwesen. Von 1995 bis 1999 war sie Wissenschaftliche Mitarbeiterin im Bereich Physical vapour deposition (PVD) am Lehr- und Forschungsgebiet Werkstoffwissenschaften (heute Institut für Oberflächentechnik) der RWTH. Ihre Promotion zum Thema „Entwicklung tribologischer PVD Schutzschichten für umweltverträgliche Tribosysteme“ errang sie 1999 im Fachbereich Maschinenwesen und war anschließend als Oberingenieurin am Lehr- und Forschungsgebiet Werkstoffwissenschaften der Universität tätig. 2005 wurde sie auf die Professur an das Institut für Oberflächentechnik (IOT) im Bereich Maschinenwesen berufen, das sie seither leitet. 
2008 bis 2011 war sie stellvertretende Vorsitzende des Fachkollegiates Werkstofftechnik der Deutschen Forschungsgemeinschaft (DFG). Seit dem Jahr 2014 ist sie Mitglied der Deutschen Akademie der Technikwissenschaften. Vier Amtszeiten und somit zwölf Jahre bis 2022 war Bobzin Mitglied des Hochschulrates der Leibniz Universität Hannover. Als Gutachterin und Beraterin war und ist sie für die Arbeitsgemeinschaft industrieller Forschungsvereinigungen „Otto von Guericke“, den Deutscher Akademischer Austauschdienst, die Alexander-von-Humboldt-Stiftung sowie für das Bundesministerium für Bildung und Forschung, das Bundesministerium für Wirtschaft und Technologie und zwei Landesministerien in Baden-Württemberg tätig.

## Forschungsschwerpunkt
Bobzin leistet Forschungs- und Entwicklungsarbeit in den Bereichen physikalische Gasphasenabscheidung, Thermisches Spritzen, Hartlöten, chemische Gasphasenabscheidung sowie Thin-Film Sensors.

## Auszeichnungen
- 2001 Borchers-Plakette
- 2022 Universitätsmedaille der Gottfried Wilhelm Leibniz Universität Hannover[3]

## Veröffentlichungen
- Benetzungs- und Korrosionsverhalten von PVD-beschichteten Werkstoffen für den Einsatz in umweltverträglichen Tribosystemen, Werkstoffwissenschaftliche Schriftenreihe, Band 39, Shaker, Aachen, 2000. ISBN 978-3-8265-7414-6
- mit Theo Mang, Thorsten Bartels: Industrial tribology: tribosystems, friction, wear and surface engineering, lubrication, Wiley-VCH-Verlag, Weinheim, 2011. ISBN 978-3-527-32057-8
- Oberflächentechnik für den Maschinenbau, Lehrbuch, Wiley-VCH-Verlag, Weinheim, 2013. ISBN 978-3-527-33018-8

### Als Herausgeberin
- 1. Aachener Oberflächentechnik-Kolloquium 2006, Schriftenreihe Oberflächentechnik, Band 4, Verlag Mainz, Aachen, 2006. ISBN 978-3-86130-735-8
- 2. Aachener Oberflächentechnik Kolloquium 2007, Schriftenreihe Oberflächentechnik, Band 8, Shaker, Aachen, 2007. ISBN 978-3-8322-6763-6
- 3. Aachener Oberflächentechnik Kolloquium 2008, Schriftenreihe Oberflächentechnik, Band 12, Shaker, Aachen, 2008. ISBN 978-3-8322-7831-1
- mit Alfons Fischer: Friction, wear and wear protection, Deutsche Gesellschaft für Materialkunde e.V., Wiley-VCH, Weinheim, 2009. ISBN 978-3-527-32366-1
- 4. Aachener Oberflächentechnik Kolloquium 2009, Schriftenreihe Oberflächentechnik, Band 15, Shaker, Aachen, 2009. ISBN 978-3-8322-8719-1
- 5. Aachener Oberflächentechnik Kolloquium 2010, Schriftenreihe Oberflächentechnik, Band 17, Shaker, Aachen, 2010. ISBN 978-3-8322-9655-1
- 6. Aachener Oberflächentechnik Kolloquium 2011, Schriftenreihe Oberflächentechnik, Band 23, Shaker, Aachen, 2011. ISBN 978-3-8440-0601-8
- 7. Aachener Oberflächentechnik Kolloquium 2012, Schriftenreihe Oberflächentechnik, Band 26, Shaker, Aachen, 2012. ISBN 978-3-8440-1497-6
- mit Konstantinos-Dionysios Bouzakis, Berend Denkena, Marion Merklein: Proceedings of the 10th International Conference The A Coatings 2013 : 10 – 11 April 2013, Aachen, Schriftenreihe Oberflächentechnik, Band 27, Shaker, Aachen, 2013. ISBN 978-3-8440-1781-6
- 8. Aachener Oberflächentechnik Kolloquium 2013, Schriftenreihe Oberflächentechnik, Band 32, Shaker, Aachen, 2013. ISBN 978-3-8440-2396-1
- 9. Aachener Oberflächentechnik Kolloquium 2014, Schriftenreihe Oberflächentechnik, Band 37, Shaker, Aachen, 2014. ISBN 978-3-8440-3220-8
- 10. Aachener Oberflächentechnik Kolloquium 2015, Schriftenreihe Oberflächentechnik, Band 42, Shaker, Aachen, 2015. ISBN 978-3-8440-4084-5
- mit Konstantinos-Dionysios Bouzakis, Berend Denkena, H.J. Maier, Marion Merklein, Niedersächsisches Ministerium für Wissenschaft und Kultur: Proceedings. 12th International Conference THe "A" Coatings 2016: Institute of Production Engineering and Machine Tools Hannover, March 31st–April 1st, 2016, Gottfried Wilhelm Leibniz Universität Hannover, Institut für Fertigungstechnik und Werkzeugmaschinen, Berichte aus dem IFW, Band 3, TEWISS-Technik und Wissen GmbH, Garbsen, 2016. ISBN 978-3-95900-072-7
- 11. Aachener Oberflächentechnik Kolloquium 2016, Schriftenreihe Oberflächentechnik, Band 47, Shaker, Aachen, 2016. ISBN 978-3-8440-4920-6
- 12. Aachener Oberflächentechnik Kolloquium 2017, Schriftenreihe Oberflächentechnik, Band 51, Shaker, Aachen, 2017. ISBN 978-3-8440-5642-6
- 13. Aachener Oberflächentechnik Kolloquium 2018, Schriftenreihe Oberflächentechnik, Band 54, Shaker, Aachen, 2018. ISBN 978-3-8440-6345-5
- 14. Aachener Oberflächentechnik Kolloquium 2019, Schriftenreihe Oberflächentechnik, Band 59, Shaker, Aachen, 2019. ISBN 978-3-8440-7066-8
- 15. Aachener Oberflächentechnik Kolloquium 2021, Schriftenreihe Oberflächentechnik, Band 71, Shaker, Aachen, 2021. ISBN 978-3-8440-8350-7
- 16. Aachener Oberflächentechnik Kolloquium 2022, Schriftenreihe Oberflächentechnik, Band 73, Shaker, Aachen, 2022. ISBN 978-3-8440-8863-2
- 17. Aachener Oberflächentechnik Kolloquium 2023, Schriftenreihe Oberflächentechnik, Band 76, Shaker, Aachen, 2023. ISBN 978-3-8440-9305-6